# Колобово
Ко́лобово (рос. Колобово) — село у складі Балейського району Забайкальського краю, Росія. Входить до складу Жидкинського сільського поселення.

## Населення
Населення — 311 осіб (2010; 378 у 2002).
Національний склад (станом на 2002 рік):
- росіяни — 100 %